# بيتر ريتشاردسون
بيتر ريتشاردسون (بالإنجليزية: Peter Richardson) (مواليد 24 يونيو 1970) هو ملاكم من المملكة المتحدة، مثّل بلاده في الألعاب الأولمبية الصيفية 1992.

## روابط خارجية
بيتر ريتشاردسون على موقع بوكس ريك (الإنجليزية) (registration required)
- بيتر ريتشاردسون على موقع اللجنة الأولمبية الدولية (الإنجليزية)
- بيتر ريتشاردسون على موقع أوليمبيديا (الإنجليزية)
- بيتر ريتشاردسون على موقع اتحاد ألعاب الكومنولث (مؤرشف) (الإنجليزية)